# 巴利三藏

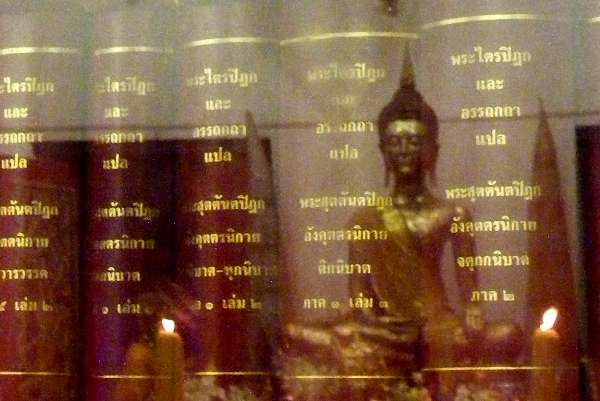
泰国某寺庙陈列的巴利三藏

巴利三藏，在漢地又作巴利文大藏經、南傳大藏經、巴利聖典，指上座部所傳用巴利語寫成之佛教三藏，是早期佛教經典的結集。
其經藏部分分為五部：《長部》或稱《長尼柯耶》，《中部》或稱《中尼柯耶》，《相應部》或稱《相應尼柯耶》，《增支部》或稱《增支尼柯耶》，《小部》或稱《小尼柯耶》。前四部相當於漢傳的《阿含經》，但經數與內容較一致的只有雜阿含經，其他阿含與其他尼柯耶經數出入較大。漢傳對應小部的經典只有《法句經》等零星的經文。
巴利三藏分为律藏、经藏和论藏三大部分。南傳佛教認為這些都是「佛語」。
1. 律藏，是有关佛教教规和戒律的经文汇编，分为《经分别》、《犍度》和《附随》三部分。
2. 经藏，是佛陀宣传教义的经文汇编。为五部尼迦耶：《长部》、《中部》、《相应部》、《增支部》和《小部》。
3. 论藏，为有关总结和阐述各种佛教教义或概念的经文汇编。其中有七部：《法集论》、《分别论》、《界论》、《人施设论》、《论事》、《双论》和《发趣论》，经文通常用教义对答形式描述。

《巴利律藏》記載佛宣說論藏阿毘達磨，中部32經 （页面存档备份，存于）、中部69經 （页面存档备份，存于）、長部34經 （页面存档备份，存于）、增支部3集141經 （页面存档备份，存于）、增支部3集142經 （页面存档备份，存于）、增支部3集143經 （页面存档备份，存于）、增支部6集60經 （页面存档备份，存于）、增支部10集98經 （页面存档备份，存于）記載佛在世時佛教就有論藏阿毘達磨，本生經第1卷記載釋迦牟尼佛前世還是菩薩時曾經追隨憍陳如佛、弗沙佛、迦葉佛出家學習論藏阿毘達磨，菩薩成佛後第四七日後花了七天在菩提樹之西北方的「寶之家」思考論藏阿毘達磨的內容，法句經故事記載佛將論藏阿毘達磨傳給舍利弗並命令舍利弗將論藏阿毘達磨傳給其他弟子 （页面存档备份，存于）。

## 藏外文獻
南傳佛教文獻的主體為「佛語」——三藏。藏外文獻是指巴利三藏結集后各种巴利语佛教典籍。主要是注释、历史、概要、诗歌等著作。其中包括《导论》、《藏论》、《弥兰陀王问经》、《岛史》、《大史》、《小史》、《清净道论》、《攝阿毘達磨義論》、《未来史》等。三藏的註釋書稱為義註（Atthakatha）；註釋的註釋，稱為復註（Tika）；復註的註釋，稱為復復註（Anutika）。

## 成书年代
在釋迦佛入滅後三個月的一個雨安居時，由阿闍世王主持第一次結集，此次結集由阿難尊者誦出經藏及優婆離尊者誦出律藏。在經過印度本土的第二及第三結集後，約佛滅二百年時， 阿育王派其子摩哂陀尊者及僧團帶了三藏入斯里蘭卡。
约西元前一世紀末，因為錫蘭僧團中的長老有鑑於國內曾發生戰亂，擔心早期流传下来的教典散失，由以坤德帝沙长老为首的大寺派（又稱為摩诃毗诃罗住部）的五百名長老，於斯里蘭卡中部馬特列地區的阿卢迦寺举行南傳佛教历史上的第四次结集，會誦集結三藏教典，並以僧伽羅文字將經典寫在貝葉上成書，首次將三藏集結成書面。
在公元五世紀，覺音尊者到錫蘭大寺學習，將僧伽羅語的五部尼柯耶轉譯為巴利語及作注釋。在覺音所作巴利文版本流行之後，僧伽羅文版本失傳，沒有被保留到今天。

## 版本
巴利文經典最初是口傳的。上座部佛教流传國家氣候潮濕，不利于寫本的保存。巴利文大藏經從15世紀後期才開始全部寫下來，18世紀之前的寫本能保存到現在的很少。目前發現最早的巴利文經典是在緬甸出土的20片金箔的貝葉經，年代是5世紀中、後期。

### 巴利文版
最早的印刷本1900年在緬甸出版，38卷。比較容易獲得的巴利文版本有：
- 巴利聖典協會（Pali Text Society，PTS）版：1877年─1927年間，英國學者戴維斯（英语：Thomas Rhys Davids）於倫敦成立「巴利聖典協會」，將大部分巴利文聖典羅馬化轉寫出版，57卷，含索引。1952年巴利聖典協會陸續出版巴利三藏用語索引。巴利聖典協會版本廣為學術界引用。
- 泰國版，1925-28年，45卷，比巴利聖典協會版錯誤少。
  - BUDSIR线上版 （页面存档备份，存于）
- 緬甸仰光第六次集結（英语：Sixth Buddhist council），1954-1956年，40卷，錯誤更少。
  - 內觀研究所（Vipassana Research Institute，VRI）在線版 （页面存档备份，存于），可搜索。
  - 達摩社會基金2005年出版另一版本。可在線瀏覽 （页面存档备份，存于）（需註冊）。
- 斯里蘭卡版，1957?-1993年，58卷，含僧伽羅語翻譯。佛教倫理雜誌提供下載，校對未完成，有可搜索版鏈接。
  - 在線版 （页面存档备份，存于），便於搜索。

### 譯本
有多種譯本，包括僧伽羅語、泰語、德語、印尼語、日語和漢語。日本於1935年至1941年，由高楠博士功績記念會將巴利聖典協會出版之巴利三藏翻成日文出版，名為南傳大藏經。台灣於1990年至1998年，由高雄元亨寺漢譯南傳大藏經編譯委員會，由日文版翻譯成中文，刊行漢譯南傳大藏經。日文版漢譯南傳大藏經包括了巴利三藏與藏外文獻。莊春江參考菩提比丘的英譯版本而有漢譯四部，並與北傳阿含經對照 。
香港志蓮淨苑從2006年起出版《巴利文翻譯組學報》，主要由阿律樓陀三藏法師（Dr Ven Kākkāpalliye Anuruddha Thera）帶領巴利文翻譯組進行經藏的翻譯，譯者主要由蕭式球、寧樂、李凝春及陳琦燕四位翻譯經藏五部及律藏大品部份。。
另外，2012年時北京大學梵文貝葉經與佛教文獻研究所師生聯同泰國法身寺法勝大學合譯及出版《長部》，譯者包括段晴譯究羅檀陀經；朱竟旻譯梵網經；皮建軍譯沙門果經、大獅子吼經、波梨經、清凈經；李穎及孫皓譯阿摩晝經、闍利耶經、堅固經；段晴及普倉譯摩訶梨經、大善見王經、人中牛王經、阿吒耶智經；段晴及李函思譯布吒波陀經；段晴及李穎譯須婆經；段晴及皮建軍譯露遮經、大緣經；段晴及李膺函譯大本經、凈信經；段晴及朱竟旻譯大典尊經、帝釋所問經、知源經、三十二相經、十上經；段晴及孫皓譯大會經；朱竟旻及賈姗姗譯大念住經；段晴及李穎譯大般涅槃經、弊宿經、合誦經；段晴及周利群譯優昙鉢獅吼經、教授屍迦羅越經；李膺函譯轉輪聖王獅吼經。。

目前漢譯三藏版本並未有一整套直接譯自巴利語的。志蓮淨苑那套亦只譯及經藏四部、小部自說經、如是語；律藏大品的首七品；彌蘭陀問經的部份
英語、法語和德語翻譯尚不完整。经藏英譯本包括巴利聖典協會出版的英譯本，巴利聖典協會會長對其表示不滿。菩提比丘等人後來再度英譯《相應部》、《中部》、《長部》，以及Nyanaponika 選譯《增支部》。

#### 漢語現代新譯

##### 現代白話譯文
在近現代，漢地嘗試用現代白話翻譯巴利三藏。最早是國學大師湯用彤翻譯的《南傳念安般經》，未引起社會注意。後法舫法師新譯《三寶經》、《吉祥經》等，又有巴宙、郭良鋆、黃寶生、韓廷傑、鄧殿臣、了參法師、莊春江等人先後參與新譯巴利三藏部分經典。
臺灣高雄元亨寺組織「南傳大藏經編譯委員會」，从日文譯版巴利三藏轉譯為漢文，但此版《漢譯巴利語三藏》被指錯譯較多。
最權威者當屬始於2006年香港志蓮淨苑巴利文翻譯組和阿律樓陀三藏長老合作譯版，与2012年北京大學段晴教授和泰國法勝大學合作譯版《漢譯巴利三藏·經藏·長部》。

##### 新音譯方案
自稱傳承自大寺派的緬甸瑞甘派帕奧禪林的瑪欣德於2002年主張推行巴利三藏專有名詞新譯方案，并於2012年組織中國佛教協會南傳工作委員會出爐《中国上座部佛教专有名词巴利音译规范表》，爲瑪欣德的中国大陆、台湾等南傳上座部佛教團隊漢語教學所採用。方案使用現代漢語發音對應巴利語轉譯，如：喬達摩，2002年提出巴利語新譯爲茍達馬，2012年規範新譯為果德瑪；比丘新譯為比庫。
該方案一經發佈，批評聲音極多。有報導表示這樣的規範“沒有必要”，“不知所云，让人看了莫名其妙”。在佛教中也不乏批評聲音，如有人指出《阿含經》說“如世人之所知，我亦如是說。所以者何？莫令我異於世人。”佛陀主張名稱與世間流傳的應該盡量一致，不應標新立異。還有人質疑瑪欣德的做法，認為其從最初的法名馬興德改成瑪欣德，又將佛陀的名字從喬達摩改成“果德瑪”，是用心不純。故至今並未得到中國佛教界的一致認同和全面採用。香港、台灣與馬來西亞等地的漢譯者並未採用新音譯。